# Nyarumanga (periodiskt vattendrag i Burundi, Bujumbura Rural)
Nyarumanga är ett periodiskt vattendrag i Burundi.   Det ligger i provinsen Bujumbura Rural, i den västra delen av landet, 13 km öster om huvudstaden Bujumbura.
Omgivningarna runt Nyarumanga är en mosaik av jordbruksmark och naturlig växtlighet. Runt Nyarumanga är det ganska tätbefolkat, med 185 invånare per kvadratkilometer.